# Sapromyza bisigillata
Sapromyza bisigillata är en tvåvingeart som beskrevs av Camillo Rondani 1868. Sapromyza bisigillata ingår i släktet Sapromyza och familjen lövflugor. Inga underarter finns listade i Catalogue of Life.